# Miekkajärvi
Miekkajärvi är en sjö i kommunen Alavo i landskapet Södra Österbotten i Finland. Sjön ligger 122,8 meter över havet. Den är 7,12 meter djup. Arean är 75 hektar och strandlinjen är 11,16 kilometer lång. Sjön  ingår i Lappo å huvudavrinningsområde.   Den ligger omkring 54 kilometer sydöst om Seinäjoki och omkring 270 kilometer norr om Helsingfors. 
I sjön finns öarna Selkäsaari och Ahonpäänsaari. 